# Sverre Årnes
Sverre Årnes (* 14. Mai 1949 in Surnadal, Fylke Møre og Romsdal, Norwegen) ist ein norwegischer Schriftsteller, Comicautor und Drehbuchautor.

## Leben
Årnes wurde als Zweitältester von sechs Brüdern in der norwegischen Provinz (Fylke) Møre og Romsdal in der Kommune Surnadal geboren und wuchs in diesen Landstrich mit zahlreichen kleineren Tälern und Dörfern auf.
Årnes schrieb als Schriftsteller seit 1978 über zweihundert Romane, dazu etwa tausend Kurzgeschichten sowie zusätzlich zahlreiche Artikel und ebenso Übersetzungen aus dem Englischen ins Norwegische. Nach eigener Schätzung wurden über 3 Millionen Exemplare seiner Werke verkauft wurden.
Zu seiner bekannten Romanreihe, die er anonym schrieb, gehörte Jordmoren (Die Hebamme). Zugleich war es auch seine erste und längste Romanreihe. Sie wurde mit 66 Titeln in Norwegen in einer Auflage von mehr als zwei Millionen Exemplaren und auch in Polen veröffentlicht.
Sverre Årnes schrieb von 1994 bis 1997 die Buchreihe  Blodsbånd [Blood Ties] mit 25 Titeln, die von 2004 bis 2005 in Norwegen wieder veröffentlicht wurden. Von 2003 bis 2005 schrieb er die Romanreihe Vaterlandsjenta [Die Frauen des Vaterlands] mit 16 Titeln und 1987 den Actionthriller COBRA mit 8 Titeln, die zweimal veröffentlicht wurden. Neben einer weiteren Reihe von Romanen wie Viking wirkte er auch als Comicautor für die Comicreihe Phantom und Agent 007 sowie zu dem Comic Vangsgutane.
Nach dem vorläufigen Ende der norwegischen Olsenbande-Filmreihe 1982, schrieb er 1983 als Drehbuch eine nicht verwirklichte Fortsetzung einer Handlung zu Hurtigruten-Cuop. Trotz entsprechender Bemühungen konnte aufgrund finanzieller Engpässe das Manuskript zum Film nicht umsetzt werden. Die Handlung des ursprünglichen Drehbuches dieses Films wurden von Knut Bohwim umgeschrieben bzw. stark verändert und dafür dann 1984 die eigenständige Fortsetzung …men Olsenbanden var ikke død! gedreht. Die Texte für den Comic wurden von Sverre Årnes entsprechend umgeschrieben und die Zeichnungen wurden hier sowie ebenso bei den folgenden Ausgaben von Håkon Aasnes gestaltet. Nach dem Erfolg des ersten Albums schrieb Årnes als Comicautor weitere Olsenbande-Comicfortsetzung. Sämtliche norwegische Olsenbande-Comicalben wurden von dem Comiczeichner Håkon Aasnes gezeichnet und alle bis 1988 in Norwegen veröffentlicht. Der Regisseur Knut Bohwim wollte auch zu den weiteren erschienenen norwegischen Olsen-Comics, eigenständige Olsenbanden-Spielfilme als Fortsetzung drehen, aber für diese Projekte bekam er ebenfalls nie die entsprechenden finanziellen Mittel zur Vorfinanzierung zusammen und konnten daher gleichfalls nicht verwirklicht werden.
Årnes schrieb auch weitere Drehbücher für norwegische Filme und Kurzfilme und 1988 das Drehbuch für den Regisseur Oddvar Bull Tuhus zu dem Kinofilm Blücher. Des Weiteren betätigte sich Årnes auch als Regisseur.
In London wurde er 1986 mit der "Daily Mail Trophy" als Autor und Regisseur ausgezeichnet und 2004 bekam er eine Goldmedaille auf dem österreichischen Eurofilm Movie Competition in Bludenz für seine Fähigkeiten als Drehbuchautor und Regisseur und Redakteur. Årnes verfasste auch Drehbücher für das norwegische Radiotheater (Radioteatret) vom NRK und produzierte Dokumentarfilme.
2003 zog Sverre Årnes in die Heimat seiner Frau Florlien Årnes nach Philippinen. Seine Familie lebt dort derzeit auf der Insel Bohol mit den Eltern seiner philippinischen Frau und ihrer gemeinsamen Tochter Angelina Maria Årnes arbeitete in seiner neuen Heimat weiter als Schriftsteller für norwegische Verlage.

## Bibliografie (Auswahl)

### Buchautor
- Sverre Årnes: Når livet er dynamitt! Forlag Damm, Hedmark 2006, ISBN 82-04-12381-7.
- Sverre Årnes: Det kan alltid bli verre! Forlag Damm, Hedmark 2006, ISBN 82-04-12382-5.
- Sverre Årnes: Operasjon Narvik Forlag Ex Libris. 1990, ISBN 82-7384-156-1.
- Sverre Årnes: Vi på Kråkeslottet. 1993, ISBN 82-408-0126-9.
- Sverre Årnes, Håkon Aasnes (Illustrator): Ungdomstid. Forlag Kom, 1998, ISBN 82-90823-40-1.
- Sverre Årnes: Gutten fra Sibir. Forlag Fredhøi, 1996, ISBN 82-535-1889-7.

### Comicautor
- 1991 bis 1998: Phantom
- seit 2011: Vangsgutane

Olsenbanden-Comic-Alben
- 1983: Olsenbanden raner hurtigruta. (Die Olsenbande plündert die Hurtigruten). Autor: Knut Bohwim; Szenario: Sverre Årnes; Zeichnungen: Håkon Aasnes.
- 1984: Olsenbanden og Hodeskallekuppet (Die Olsenbande und der Totenkopf-Coup), Autor/Szenario: Sverre Årnes; Zeichnungen: Håkon Aasnes.
- 1985: Olsenbanden kupper smuglerskatten (Die Olsenbande und der Schmugglerschatz-Coup), Autor/Szenario: Sverre Årnes; Zeichnungen: Håkon Aasnes.
- 1986: Olsenbanden Dobbeltgjengeren (Die Olsenbande und der Doppelgänger), 210 × 280 mm, Autor/Szenario: Sverre Årnes; Zeichnungen: Håkon Aasnes., ISBN 82-535-0772-0.
- 1988: Olsenbanden kupper Quruks stjerne (Die Olsenbande und der Quruks-Stern-Coup), Autor/Szenario: Sverre Årnes; Zeichnungen: Håkon Aasnes., ISBN 82-535-1071-3.

## Filmografie

### Drehbuch
- 1985: Velkommen hjem, Anders!
- 1988: Blücher
- 1995: Meta Morte (Spielfilm)
- 1996: Reise 3 - De åtte bud (Kurzfilm)
- 2003: Jeg ser du bare ler! (Kurzfilm)

### Regisseur
- 1985: Velkommen hjem, Anders!
- 1995: Meta Morte
- 1986: Reise 3 - De åtte bud
- 2003: Jeg ser du bare ler!